# О-Плато
От-Плато (фр. Hauts-Plateaux) — один из 8 департаментов Западного региона Камеруна. Находится в центральной части региона, занимая площадь в 415 км².
Административным центром департамента является город Бахам (фр. Baham). Граничит с департаментами: От-Нкам (на юге и западе), Менуа (на юго-западе), Мифи (на севере), Кунг-Кхи (на востоке) и Нде (на юге).

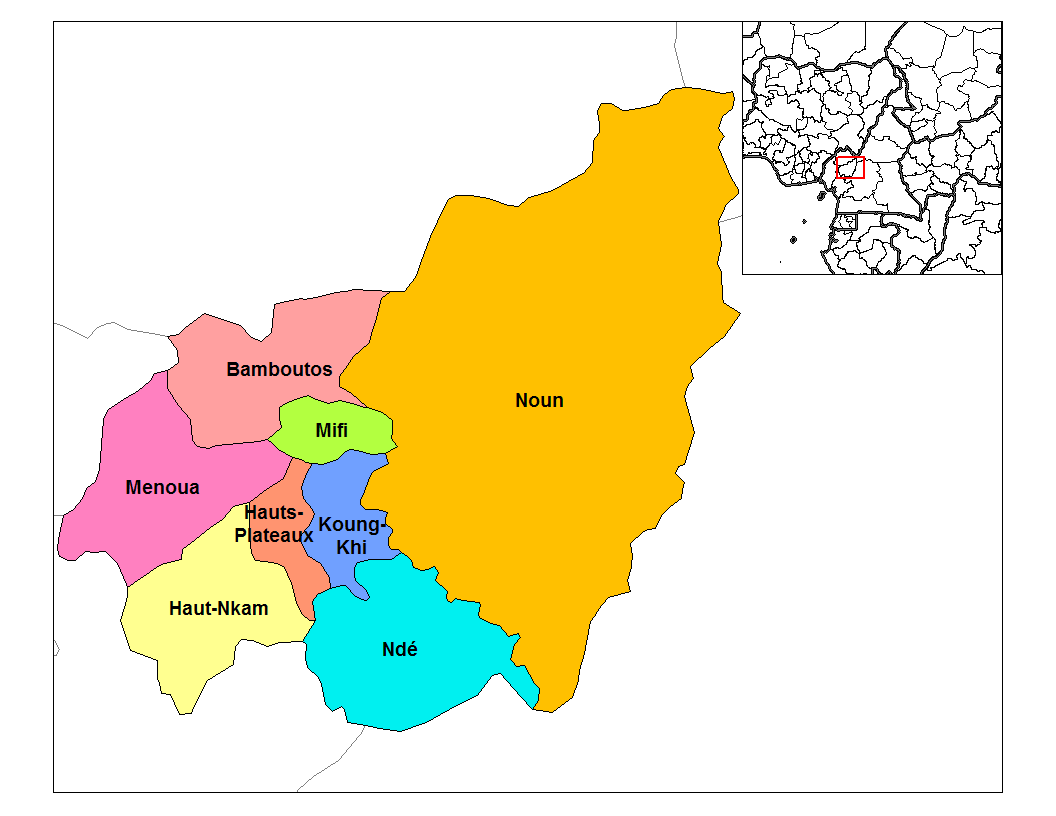
Департамент От-Плато на карте Западного региона

## Административное деление
Департамент От-Плато подразделяется на 4 коммуны:
1. Бахам (фр. Baham)
2. Баменджу (фр. Bamendjou)
3. Бангу (фр. Bangou)
4. Батье (фр. Batié)